# Otto I van Hessen
Otto I van Hessen (Marburg, circa 1272 - Kassel, 17 januari 1328) was 1308 tot 1311 landgraaf van Opper-Hessen en van 1311 tot 1328 landgraaf van Hessen. Hij behoorde tot het huis Hessen.

## Levensloop
Otto I was de zoon van landgraaf Hendrik I van Hessen en diens eerste echtgenote Adelheid van Brunswijk. 
Na de dood van zijn vader in 1308 erfde hij het landgraafschap Opper-Hessen met als hoofdstad Marburg, terwijl zijn halfbroer Johan het landgraafschap Neder-Hessen met als hoofdstad Kassel erfde. In 1311 stierf Johan zonder mannelijke nakomelingen, waarna Otto zijn bezittingen erfde. 
Nu Otto het landgraafschap Hessen volledig in handen had, resideerde hij afwisselend in Marburg en Kassel. Tijdens zijn bewind had hij een lang conflict met de aartsbisschop van Mainz, Matthias von Bucheck. In 1324 won Mainz de Slag in de Lahnbergen met hulp van troepen uit de stad Amöneburg. In 1327 nam Mainz met de steun van troepen uit het keurvorstendom Trier de stad Gießen, maar de inwoners van de stad lieten Otto al snel toe om de controle van de stad opnieuw in handen te nemen. Het was echter pas na Otto's overwinning in de Slag bij Wetzlar en na de bemiddeling van koning Jan de Blinde van Bohemen dat het in 1328 tot vrede kwam tussen Hessen en Mainz.
Otto ondernam vastberaden actie tegen de stapelwetten van de stad Münden, die in het nadeel waren van de stad Kassel. Omdat de hertog van Brunswijk-Lüneburg de stad Münden had gevraagd om het stapelrecht op de helft van het zout afkomstig uit Kassel in te voeren, besloot Otto hetzelfde te doen en voerde hij het stapelrecht in voor de helft van het zout dat de stad Kassel vanuit Münden importeerde. Tijdens zijn bewind kreeg de stad Kassel via meerdere charters ook verschillende rechten en vrijheden toegewezen. 
Otto voerde ook het eerstgeboorterecht in voor zijn zonen en het huis Hessen. Op basis hiervan ontvingen jongere zoons Lodewijk en Herman I het kasteel van Grebenstein respectievelijk het kasteel van Nordeck. Otto wilde ook dat zijn jongere zoons ongehuwd bleven, iets waar Lodewijk zich niet aan hield. 
Begin 1328 stierf landgraaf Otto I van Hessen. Hij werd bijgezet in de Ahnabergabdij van Kassel.

## Huwelijk en nakomelingen
In 1297 huwde Otto in de Elisabethkerk van Marburg met Adelheid, dochter van graaf Otto III van Ravensberg. Ze kregen vijf kinderen:
- Hendrik II (1299-1376), landgraaf van Hessen
- Otto (1301-1361), aartsbisschop van Maagdenburg
- Lodewijk (1305-1345)
- Herman I (overleden 1368/1370)
- Elisabeth (overleden in 1373), huwde in 1336 met keurvorst Rudolf II van Saksen

## Voorouders
| Voorouders van Otto I van Hessen | Voorouders van Otto I van Hessen                                         | Voorouders van Otto I van Hessen                                         | Voorouders van Otto I van Hessen                                            | Voorouders van Otto I van Hessen                                            | Voorouders van Otto I van Hessen                                         | Voorouders van Otto I van Hessen                                         | Voorouders van Otto I van Hessen                                                    | Voorouders van Otto I van Hessen                                                    |
| -------------------------------- | ------------------------------------------------------------------------ | ------------------------------------------------------------------------ | --------------------------------------------------------------------------- | --------------------------------------------------------------------------- | ------------------------------------------------------------------------ | ------------------------------------------------------------------------ | ----------------------------------------------------------------------------------- | ----------------------------------------------------------------------------------- |
| Overgrootouders                  | Hendrik I van Brabant (1160-1235) ∞ Mathilde van Boulogne (+/-1161-1210) | Hendrik I van Brabant (1160-1235) ∞ Mathilde van Boulogne (+/-1161-1210) | Lodewijk IV van Thüringen (1200-1227) ∞ Elisabeth van Thüringen (1207-1231) | Lodewijk IV van Thüringen (1200-1227) ∞ Elisabeth van Thüringen (1207-1231) | Willem van Lüneburg (1184-1213) ∞ 1202 Helena van Denemarken (1180–1233) | Willem van Lüneburg (1184-1213) ∞ 1202 Helena van Denemarken (1180–1233) | Albrecht II van Brandenburg (1175-1220) ∞ 1205 Mathilde van de Lausnitz (1185-1255) | Albrecht II van Brandenburg (1175-1220) ∞ 1205 Mathilde van de Lausnitz (1185-1255) |
| Grootouders                      | Hendrik II van Brabant (1207-1248) ∞ Sofia van Thüringen (1224-1275)     | Hendrik II van Brabant (1207-1248) ∞ Sofia van Thüringen (1224-1275)     | Hendrik II van Brabant (1207-1248) ∞ Sofia van Thüringen (1224-1275)        | Hendrik II van Brabant (1207-1248) ∞ Sofia van Thüringen (1224-1275)        | Otto het Kind (1204-1252) ∞ 1228 Machteld van Brandenburg (1210-1261)    | Otto het Kind (1204-1252) ∞ 1228 Machteld van Brandenburg (1210-1261)    | Otto het Kind (1204-1252) ∞ 1228 Machteld van Brandenburg (1210-1261)               | Otto het Kind (1204-1252) ∞ 1228 Machteld van Brandenburg (1210-1261)               |
| Ouders                           | Hendrik I van Hessen (1244-1308) ∞ Adelheid van Brunswijk (1244-1274)    | Hendrik I van Hessen (1244-1308) ∞ Adelheid van Brunswijk (1244-1274)    | Hendrik I van Hessen (1244-1308) ∞ Adelheid van Brunswijk (1244-1274)       | Hendrik I van Hessen (1244-1308) ∞ Adelheid van Brunswijk (1244-1274)       | Hendrik I van Hessen (1244-1308) ∞ Adelheid van Brunswijk (1244-1274)    | Hendrik I van Hessen (1244-1308) ∞ Adelheid van Brunswijk (1244-1274)    | Hendrik I van Hessen (1244-1308) ∞ Adelheid van Brunswijk (1244-1274)               | Hendrik I van Hessen (1244-1308) ∞ Adelheid van Brunswijk (1244-1274)               |
| Otto I van Hessen (1272-1338)    |                                                                          |                                                                          |                                                                             |                                                                             |                                                                          |                                                                          |                                                                                     |                                                                                     |